# Thomas Vallez
Thomas Vallez (* 2. Februar 1996) ist ein französischer Badmintonspieler. 

## Karriere
Thomas Vallez siegte 2014 bei den Bulgaria Open im Herrendoppel mit Toma Junior Popov. Im gleichen Jahr nahm er auch an den Badminton-Juniorenweltmeisterschaften teil. Bei den Polish Juniors siegte er in den Jahren 2014 und 2015.

## Sportliche Erfolge
| Saison    | Veranstaltung                               | Disziplin | Platz | Partner             |
| --------- | ------------------------------------------- | --------- | ----- | ------------------- |
| 2008/2009 | French Junior Nationals Benjamins 2008/2009 | MD        | 1     | Tanguy Citron       |
| 2008/2009 | French Junior Nationals Benjamins 2008/2009 | XD        | 1     | Verlaine Faulmann   |
| 2010/2011 | French Junior Nationals Minimes 2010/2011   | MD        | 1     | Tanguy Citron       |
| 2010/2011 | French Junior Nationals Minimes 2010/2011   | XD        | 1     | Anne Tran           |
| 2011/2012 | French Junior Nationals Cadets 2011/2012    | MD        | 2     | Tanguy Citron       |
| 2012/2013 | French Junior Nationals Cadets 2012/2013    | XD        | 1     | Pernelle Oliva      |
| 2012/2013 | French Junior Nationals Cadets 2012/2013    | MD        | 1     | Tanguy Citron       |
| 2013/2014 | French Junior Nationals 2013/2014           | MD        | 3     | Shinsai Deslauriers |
| 2014      | Polish Junior International 2014            | MD        | 1     | Tanguy Citron       |
| 2014      | Bulgaria Open 2014                          | MD        | 1     | Toma Junior Popov   |
| 2014/2015 | French Junior Nationals 2014/2015           | MD        | 1     | Tanguy Citron       |
| 2014/2015 | French Junior Nationals 2014/2015           | XD        | 1     | Pernelle Oliva      |
| 2014/2015 | French Student Championships 2014/2015      | XD        | 1     | Laurane Rosello     |
| 2015      | Hungarian Junior International 2015         | XD        | 1     | Joanna Chaube       |
| 2015      | Hungarian Junior International 2015         | MD        | 1     | Toma Junior Popov   |
| 2015      | Polish Junior International 2015            | XD        | 1     | Delphine Delrue     |
| 2016      | Portugal International 2016                 | XD        | 3     | Delphine Delrue     |